# Victorin Hulot d'Ervy
Victorin Hulot d'Ervy é um personagem da Comédia Humana de Honoré de Balzac.
Filho da baronesa e do barão Hulot d'Ervy, sobrinho do Marechal Hulot, ele se casa em 1836 com a filha de Célestin Crevel. Ele já havia comprado em 1834 uma mansão particular na rua de la Paix, mas não consegue pagar mais que a metade. Ele é, a essa época, advogado e deputado, mas precisa pagar o usurário Vauvinet, que tem letras de câmbio de seu pai. Ele propõe como garantia a hipoteca.
Com Léon Giraud, um dos membros do Cénaculo, ele quer criar um núcleo de progressistas junto aos conservadores. Compra de volta as letras de câmbio de seu pai. Eleito deputado de centro-esquerda, conselheiro da prefeitura de polícia e do conselho da Lista civil, ele acolhe em sua casa sua mãe e sua irmã.
Ele se recusa a presenciar o casamento de seu sogro Crevel com Valérie Marneffe, que também é amante de seu pai.
Madame de Saint-Estève propõe desembaraçá-lo de Valérie Marneffe. No dia seguinte, um falso padre anunciado por madame de Saint-Estève lhe entrega oitenta mil francos.
Em 1846, ele descobre que seu pai casou-se novamente com uma cozinheira.
Victorin também apareceria também em La Femme auteur, novela que permaneceu apenas em esboço.